# Зграда на Тргу краља Петра I бр. 11 у Панчеву
Зграда на Тргу краља Петра I бр. 11 у Панчеву (некадашњи Трг Бориса Кидрича) подигнута је 1830. године и представља споменик културе у категорији непокретних културних добара од великог значаја.
Зграду која је позната и као „Графова кућа” подигао је Вартоломеј Граф, по плановима бригадног официра Миховила Михаљевића, као грађевина за пословно стамбену намену. Првобитно је требало да служи као зграда Магистрата, али је 1834. године, Граф у њој отворио другу апотеку у Панчеву – „Код Салватора”. Грађена је као угаони спратни објекат са основом у облику обрнутог латиничнога слова „L”. Архитектонски је обликована са стилским одликама класицизма, са главном фасадом према Тргу. Симетрично је компонована, са главним улазом на средини и балконом са оградом од кованог гвожђа, изнад њега. Приземни део одвојен је од спратног кордонским венцем. Поткровни венац украшен је розетама и конзолама. Прозори приземља завршавају се полукружним нишама, а на спрату правоугаоним пољима са штуко декорацијом и медаљонима са мушким главама, осим код отвора изнад балконских врата који се лучно завршава. Портал је наглашен профилацијом која прати лучни свод.
Данас је у згради смештено седиште Општинског синдикалног већа. Конзерваторски радови на фасади и унутрашњости дела објекта изведени су 1993. године.